# Sarah Knauss
Sarah DeRemer Knauss (tên khai sinh: Clark; sinh ngày 24 tháng 9 năm 1880, mất ngày 30 tháng 12 năm 1999) là một người siêu thượng thọ (người sống trên 110 năm tuổi) người Mỹ. Knauss là người cao tuổi nhất của Hoa Kỳ, và được báo cáo một cách rộng rãi là người cao tuổi thứ hai trong lịch sử có đầy đủ thông tin ghi nhận. Bà được Sách Kỷ lục Guinness công nhận là người sống lâu nhất thế giới còn sống trong khoảng thời gian từ ngày 16 tháng 4 năm 1998 cho đến khi bà qua đời.

## Tiểu sử
Sarah DeRemer Clark sinh ngày 24 tháng 9 năm 1880, tại Hollywood, Pennsylvania, trong một làng khai thác than nhỏ. Bà đã kết hôn với Abraham Lincoln Knauss vào năm 1901; ban đầu là một thợ thuộc da, sau đó ông đã trở thành một nhà lãnh đạo nổi bật của Quận Lehigh, Pennsylvania và là một luật sư thẩm phán làm việc từ năm 1937 cho đến khi ông nghỉ hưu vào năm 1951. Kathryn, đứa con duy nhất của họ sinh vào năm 1903 và mất năm 2005, hưởng thọ 101 tuổi. Chồng của Sarah mất năm 1965 ở tuổi 86. 
Năm 1995, Knauss cho biết bà rất thích cuộc sống của mình vì bà vẫn có sức khỏe và có thể "làm được mọi việc". Ở độ tuổi 116, Knauss được công nhận là người giữ kỷ lục quốc gia về tuổi thọ mới của Hoa Kỳ, sau đó lại được cho là Carrie C. White (theo báo cáo thì bà này sinh năm 1874 – mất năm 1991). Năm 1998, bà trở thành người già nhất thế giới khi bà Marie-Louise Meilleur, 117 tuổi, người Canada qua đời. Khi các thành viên gia đình bà đề cập đến sự nổi tiếng mới xuất hiện của mình, Knauss đã trả lời với một nụ cười và nói: "Vậy thì sao?" Trước khi bà qua đời, đã có sáu thế hệ sống trong gia đình của bà.
Năm 104 tuổi, bà chuyển đến sống cùng với con gái Kathryn Knauss Sullivan. Con gái bà qua đời vì nguyên nhân tự nhiên vào ngày 30 tháng 12 năm 1999, tại Phoebe Home ở Allentown, Pennsylvania, nơi bà đã sống trong chín năm cuối đời. Về cái chết của bà, Thượng nghị sĩ Tiểu bang Charlie Dent, người đã tham dự bữa tiệc sinh nhật lần thứ 115 của bà vào năm 1995, phát biểu: "Bà Knauss là một người phụ nữ phi thường, người đã đẩy ra đến giới hạn bên ngoài của tuổi thọ. Đây là một dịp đáng buồn, nhưng bà ấy chắc chắn đã có một cuộc sống với đầy ắp sự kiện."